# Mielna
Mielna (niem. Műhlberg, Műhl Berg) - szczyt o wysokości ok. 662 m n.p.m. w południowo-zachodniej Polsce, w Sudetach Środkowych, w Górach Stołowych, w paśmie Zaworów.
Góra położona jest w środkowej części Zaworów, na południowy wschód od wsi Łączna.
Tworzy niewielki grzbiecik o przebiegu południkowym.
Masyw zbudowany jest z górnokredowych piaskowców i mułowców. Podścielają je  piaskowce triasowych barwy czerwonej, widoczne od wschodu, północy i zachodu.
Na południe od Mielnej przebiega granica z Czechami.